# John Woolman

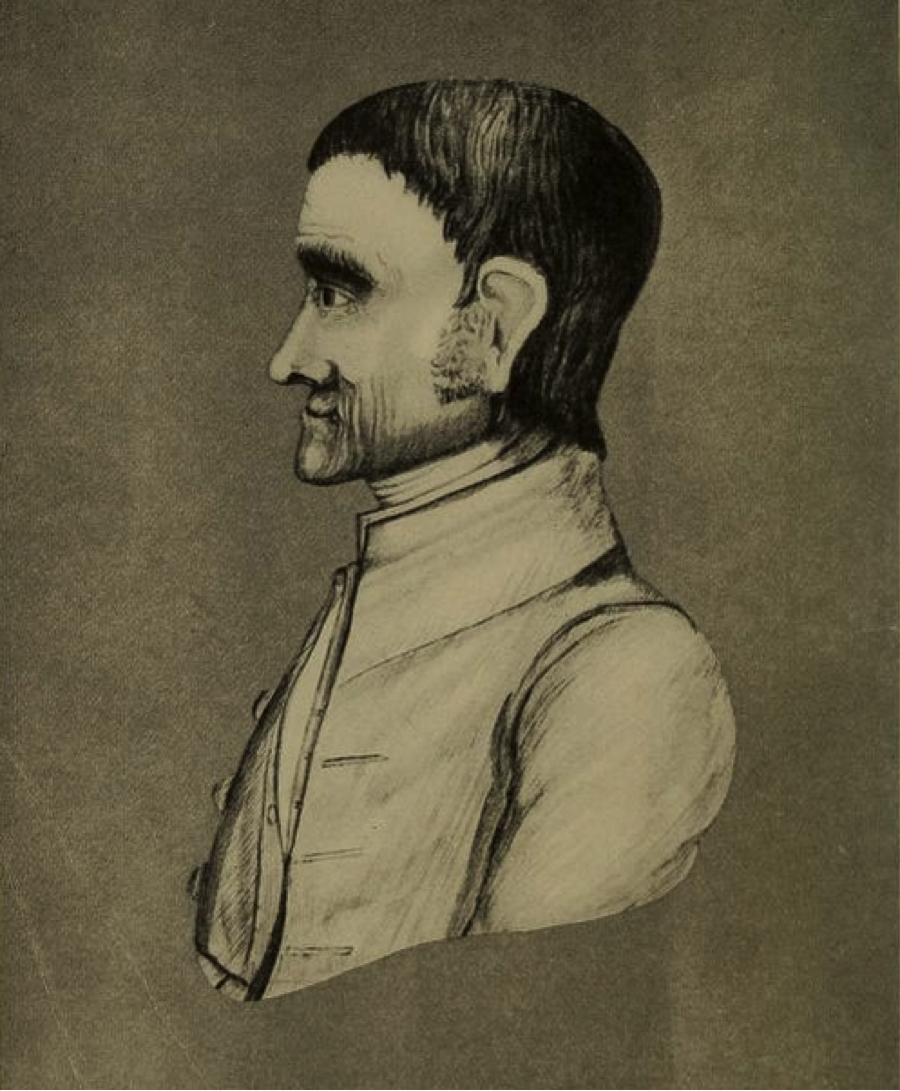
John Woolman

John Woolman (* 19. Oktober 1720 in Northampton, Burlington County, New Jersey; † 7. Oktober 1772 in York, England) war ein amerikanischer Quäker, Prediger, Sozialreformer und Abolitionist, ein vehementer Gegner der Sklaverei. Er hinterließ ein Journal, eine Art geistliches Tagebuch oder Autobiographie, die von der Society of Friends 1774 erstmals publiziert wurde und größere Beachtung fand.

## Leben
John Woolman wuchs in einer Bauernfamilie der Quäker auf, deren Vorfahren 1678 in der Quäkerkolonie Rancocas Creek ankamen, die 18 Meilen von Philadelphia entfernt lag. Seine Eltern waren Samuel Woolman (1690–1755) und Elizabeth Woolman, geborene Burr (1696–1773), die dreizehn Kinder hatten. Schon im Alter von sechs Jahren las er aus der Bibel in der Offenbarung Kapitel 22 (Offb 22,1 ), was einen tiefen Eindruck auf ihn machte. Er besuchte die Quäkerschule vor Ort und hatte Zugang zur Bibliothek der Friends in Philadelphia. Bis er 21 Jahre alt war, arbeitete er auf dem elterlichen Bauernhof. Dann zog er nach Mount Holly Township in New Jersey, um Arbeit im Handel zu finden. Dort machte er auch erste Erfahrungen als Prediger der Quäker, wo er 17 Jahre für das Burlington Monthly Meeting in West Jersey, wie New Jersey damals genannt wurde, zuständig und im Philadelphia Yearly Meeting vertreten war. Er lebte jedoch von den Erträgen als Obstzüchter und ab 1743 als Schneider. Das Handelsgeschäft hatte er aufgegeben, weil er es aufgrund seines Gewissens ungerecht fand, mit dem Handel von Zucker, Rum und Textilien die Sklaverei zu unterstützen. Als inzwischen bekannter Schreiber von offiziellen Texten verweigerte er sich auch, Verträge zum ungerechten Sklavenhandel auszustellen. Auf seinen Predigtreisen von seinem Wohnort in der Rancocas-Gegend von Mount Holly am Delaware-Fluss aus machten ihm besonders die Nöte der Schwarzen zu schaffen.

„Es machte mir viele Gedanken, dass diese Unternehmer die Einfuhr von Sklaven nur deshalb unterstützten, damit sie und ihre Kinder imstande seien, fast ohne Arbeit zu leben.“

1746 begann Woolman, aufgrund seiner Erlebnisse auf der dreimonatigen Reise mit Isaac Andrews in den südlichen Provinzen, Virginia, Maryland und North Carolina, seine diesbezüglichen Gedanken aufzuschreiben. Er versuchte fortan, in seinen Predigten die anderen Quäker von der Schande des Sklavenhandels und -besitzes zu überzeugen. Die Quäker waren später vor allem in England und den USA Vorbilder bei der Bekämpfung der Sklaverei.
Es brauchte eine lange Zeit, um die Quäker erst selber von der Abschaffung der Sklaverei zu überzeugen. Bereits 1688 sandten Pennsylvania-Deutsche eine Denkschrift an die Quäker von Pennsylvania, keine Sklaven mehr zu halten. Bei den Sklavereibefürwortern unter den Quäkern wurde teilweise argumentiert, die Sklaven seien Nachfahren Kains und darum sei der Handel mit ihnen legitim. Woolman predigte dagegen, da nach seiner Ansicht die Nachfahren Kains durch die Sintflut bereits gerichtet worden seien.
Ab 1746 zog John Woolman durch die Kolonien, um gegen den Militärdienst, ungerechte Besteuerung und die Sklaverei zu predigen. 1743 hatte er sich geweigert, seinem Arbeitgeber eine Rechnung für den Erwerb eines Sklaven auszustellen und verlor seine Anstellung. 1754 verfasste er das Traktat Some Considerations on Keeping Negroes und verbreitete es auf seinen Wanderungen vor allem in Quäkerkreisen.

„Die Aussicht, dass unser Leben in einigen Teilen unseres neu besiedelten Festlandes Amerika wegen unseres Verhaltens gegen die Schwarzen ins Unglück führen müsse, machte mir auf dieser Reise grosse Sorge.“

Am 26. August 1758 verbot die Jahresversammlung (englisch: Yearly Meeting) der Quäker von Philadelphia ihren Mitgliedern den Sklavenhandel. 1760 sah Woolman den Sklavenmarkt in Newport (Rhode Island) selber, wo viele Sklaven aus Guinea ankamen. Eine von ihm abgefasste Bittschrift an die dortige gesetzgebende Körperschaft wurde aus Rücksicht auf seine örtlichen Freunde nicht abgesandt. In Rhode Island waren auch leitende Geistliche der Quäker im Sklavenhandel aktiv. Als Folge davon wehrte sich Woolman jetzt auch publizistisch gegen die Sklaverei.
Nun griff die Abolitionsbewegung durch den mit den Quäkern befreundete Jean Brissot, einem Politiker aus dem Département Gironde, auch nach Frankreich über. Brissot wurde dort enthauptet.
1761 reiste Woolman ins Wyoming Valley in Pennsylvania, um zusammen mit den dort tätigen Herrnhuter Missionaren den ruinierenden Rumverkauf an die Indianer einzudämmen. Die Indianern unter der Führung von Papunehang verstanden seine friedlichen Absichten, und er sicherte ihnen Unterstützung für ihre Landrechte zu.
Noch 1764 wurden in den Reihen der Quäker Sklavenbesitzer geduldet, darunter auch einige, die an den innersten Versammlungen der Glaubensgemeinschaft teilnahmen. Unter den Quäkern wurde aufgrund des steigenden Wohlstandes eine generelle Verweltlichung und Nachlässigkeit in geistlichen Dingen festgestellt.

„Auch unter den wahrhaft Frommen gibt es nur wenige, die es ablehnen, wegen der harten Ausbeutung der in Westindien beschäftigten Sklaven die von diesen gebauten Bodenerzeugnissen zu geniessen.“

Auch in London waren Quäker noch teilweise und indirekt am Sklavenhandel beteiligt, indem sie die Sklavenschiffe im Dreieckshandel zwischen England, Afrika und Nordamerika mit Gütern Richtung Afrika beluden.
So reiste er 1772 nach London, wo er an der Jahresversammlung der Quäker teilnehmen und sich für die Gleichheit aller Menschen einsetzen konnte. Die Versammlung gab danach ein Statement heraus, das Sklaverei verurteilte. Seine Weiterreise nach York legte er zu Fuß zurück, weil der Kutscher seine Angestellten und Pferde überarbeiten ließ, was er missbilligte. Für die gut 400 Meilen brauchte er sechs Wochen, wobei er zwischendurch noch predigte. Vom 22. bis 24. September nahm er am York Quarterly Meeting teil. Am 7. Oktober 1772 verstarb John Woolman an einer Pockenerkrankung im Haus von Thomas Priestman in York. Er wurde auf dem Quäkerfriedhof in Bishophill in York beerdigt. Woolman hatte sich trotz seiner kränklichen Art viele Reisen und einen harten Dienst für die gerechte Sache auferlegt.

## Rezeption
Es ist vor allem Woolmans Verdienst, dass die Quäker 1790 in einer Petition vom amerikanischen Kongress die Abschaffung der Sklaverei verlangten und in der Folge zu einer der treibenden Kräfte der Abolitionismusbewegung wurden. In seinem Schaffen führte er das Werk von Benjamin Lay, ebenfalls ein Quäker, fort. Im Anschluss an Lay, der keine Erzeugnisse gebrauchen oder Dienstleistungen in Anspruch nehmen wollte, die das Ergebnis von Sklavenarbeit waren – ob diese nun von Menschen oder von Tieren verrichtet wurden –, war er Vegetarier und forderte „wahre Gerechtigkeit und Güte, nicht nur gegenüber allen Menschen, sondern auch Tieren gegenüber“.
Woolman schrieb, wie für Quäker der Zeit üblich, ein Journal, also eine Art spiritueller Autobiografie. Er beschrieb die Herausforderungen und Schwierigkeiten dem inneren Licht (englisch: Inward Light), der Wahrheit (The Truth) zu folgen. Dieses Tagebuch reflektierte zudem die koloniale Gesellschaft und ist daher als Zeitdokument interessant. Es hat einen festen Platz als Klassiker der amerikanischen Literatur; so wurde es etwa 1909 für den ersten Band der Harvard Classics ausgewählt.
Das Journal wurde von Alfons Paquet, der selbst Quäker und Pazifist, unter dem Titel „Die Aufzeichnungen von John Woolman aus der Zeit der Sklavenbefreiung“ ins Deutsche Übersetzt.

## Familie
John Woolman heiratete am 18. Oktober 1749 in Princeton (New Jersey) Sarah Ellis (1721–1781). Sie hatten eine Tochter.

## Erinnerung
- Das John Woolman Memorial liegt an der Branch Street 99 in Mount Holly in New Jersey. Das Haus wurde 1771 bis 1783 am Obstgarten von John Woolman erbaut, um die Erinnerung an ihn und seinen Geist wachzuhalten.[32]
- Zu Woolmans Gedenken ist in Littlegarth an der Marygate Lane in York eine Tafel angebracht worden.[33]

## Schriften
- Some Considerations on Keeping Negroes, 1754 und 1762.
- Epistle of Caution and Advice, 1754.
- Phillips P. Moulton (Hrsg.): The Journal and Major Essays of John Woolman. Oxford University Press, New York 1971; basierend auf Erstausgabe 1774; Neuausgabe: Friend United Press, Richmond, Ind. 1997, ISBN 0-944350-10-0.
- The Works of John Woolman, 1774; erneut herausgegeben von A. M. Gummere 1922.
  - Die Aufzeichnungen von John Woolman. Aus der Zeit der Sklavenbefreiung, übertragen und eingeleitet von Alfons Paquet, Quäkerverlag, Berlin 1923. Neuausgabe: Leonhard Friedrich, Bad Pyrmont 1964.
- Plea for the Poor, 1774.
  - Für die Armen: ein Ruf nach Gerechtigkeit, Quäkerverlag, Berlin 1931.